# Loliolus hardwickei
Loliolus hardwickei är en bläckfiskart som först beskrevs av Gray 1849.  Loliolus hardwickei ingår i släktet Loliolus och familjen kalmarer. Inga underarter finns listade i Catalogue of Life.